# Pseudosenegalia
A Pseudosenegalia a hüvelyesek (Fabales) rendjébe, ezen belül a pillangósvirágúak (Fabaceae) családjába tartozó nemzetség.

## Rendszertani eltérések
Az idetartozó fajokat először az akácia (Acacia) nemzetségbe sorolták be, aztán kivonták onnan és áthelyezték a Senegalia nevű nemzetségbe, azonban itt sem ültek sokat, mivel manapság a jelenlegi, Pseudosenegalia növénynemzetség részei lettek.

## Előfordulásuk
A Pseudosenegalia-fajok Bolívia endemikus növényei közé tartoznak.

## Rendszerezés
A nemzetségbe az alábbi 2 faj tartozik:
- Pseudosenegalia feddeana (Harms) Seigler & Ebinger - típusfaj
- Pseudosenegalia riograndensis (Atahuachi & L.Rico) Seigler & Ebinger